# Лахта-Островная
Лахта-Островная — деревня в Приморском районе Архангельской области России. Входит в состав Островного сельского поселения.

## География
Деревня находится в северо-западной части Архангельской области, в подзоне северной тайги, на острове Старая Лахта, расположенном в дельте Северной Двины, на расстоянии примерно 15 км (по прямой) к северо-западу от города Архангельск, административного центра области и района.

### Климат
Климат характеризуется как умеренно континентальный, влажный, с продолжительной снежной зимой и прохладным летом. Средняя температура воздуха самого холодного месяца — −12,8 °C (абсолютный минимум — −49 °C), средняя температура самого тёплого — 15,2 °С (абсолютный максимум — 31,2 °C). Годовое количество атмосферных осадков — 675 мм, из которых 365 мм выпадает в период с апреля по октябрь. Снежный покров держится в течение 172 дней. Средняя годовая скорость ветра — 4,9 м/с.

### Часовой пояс
Деревня Лахта-Островная, как и вся Архангельская область, находится в часовой зоне МСК (московское время). Смещение применяемого времени относительно UTC составляет +3:00.

## История
В 2023 году постановлением Правительства РФ деревне Лахта присвоено наименование Лахта-Островная.

## Население
| 2002 | 2010 | 2012 |
| ---- | ---- | ---- |
| 0    | →0   | →0   |

## Инфраструктура
В деревне отсутствуют объекты социальной инфраструктуры.